# La Morera de Montsant
La Morera de Montsant ist eine Gemeinde im Süden Kataloniens mit 138 Einwohnern (Stand: 2024) und liegt in der Provinz Tarragona und der Comarca Priorat. Neben dem Hauptort La Morera de Montsant gehört die Ortschaft Escaladei zur Gemeinde.

## Lage
La Morera de Montsant liegt etwa 40 Kilometer westnordwestlich von Tarragona in einer Höhe von ca. 745 m. Der Río Siurana durchfließt die Gemeinde. 

## Bevölkerungsentwicklung
| Jahr      | 1970 | 1981 | 1991 | 2001 | 2011 | 2021 |
| Einwohner | 180  | 180  | 187  | 170  | 164  | 163  |

## Sehenswürdigkeiten
- Kirche Mariä Geburt in La Morera
- Kirche Mariä Gnade in Escaladei
- Kartause von Escaladei
- Ruine der Antoniuskirche
- Marienkapelle

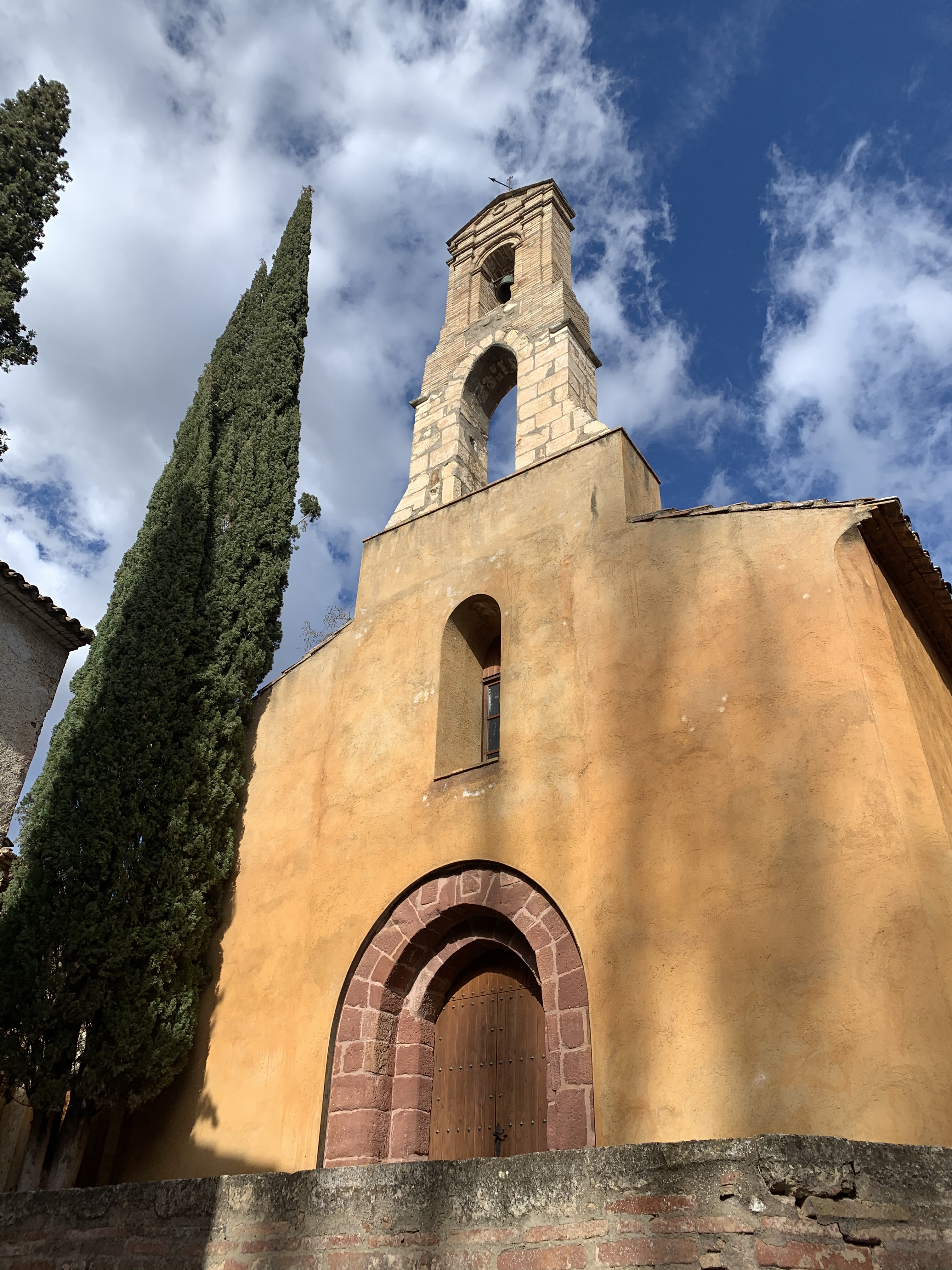
Kirche Mariä Gnade
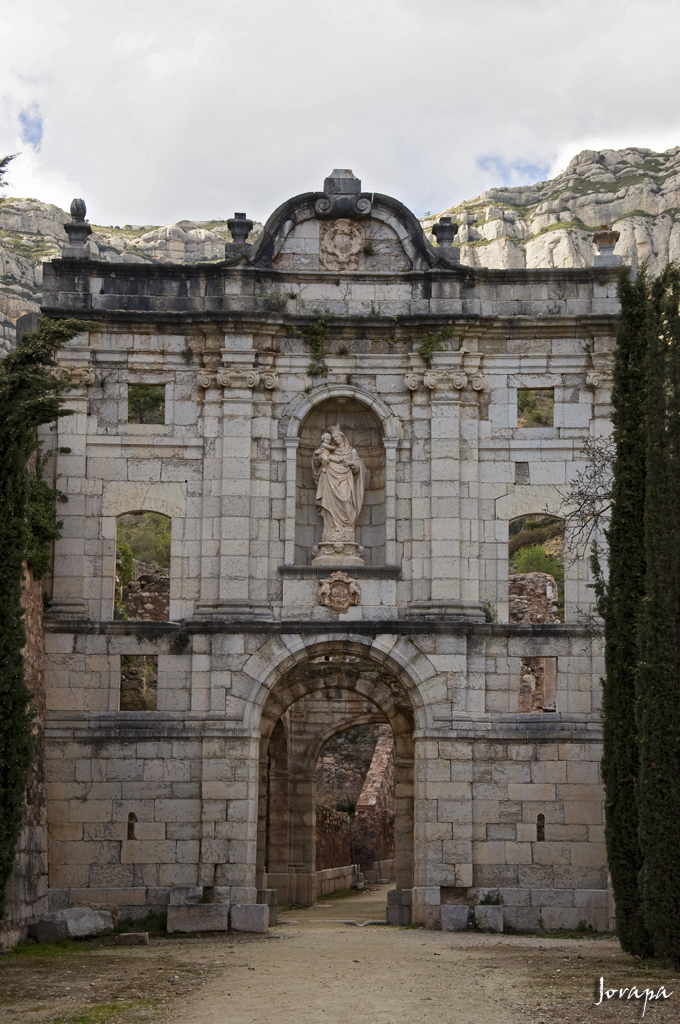
Kartause
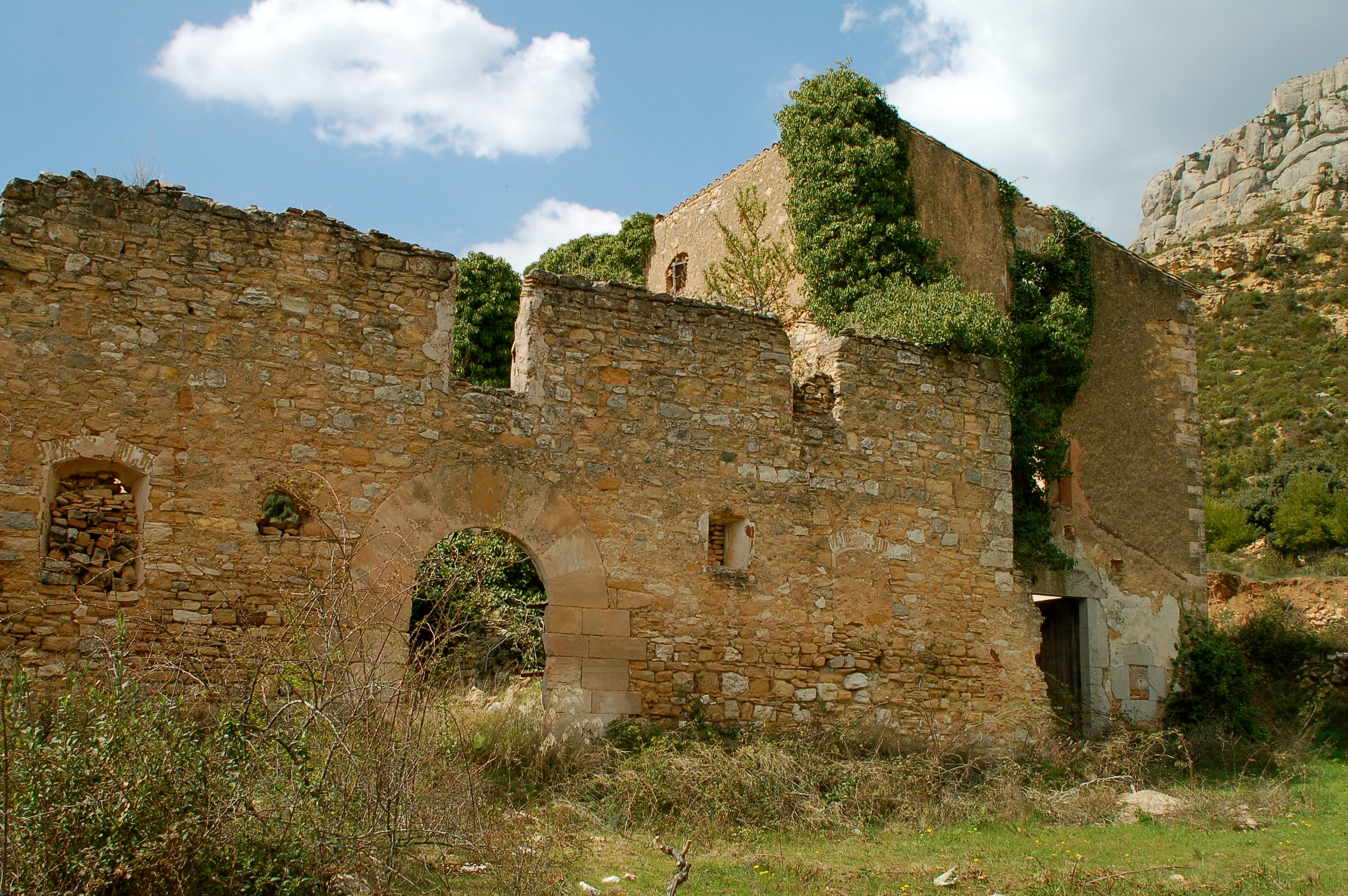
Ruine der Antoniuskirche
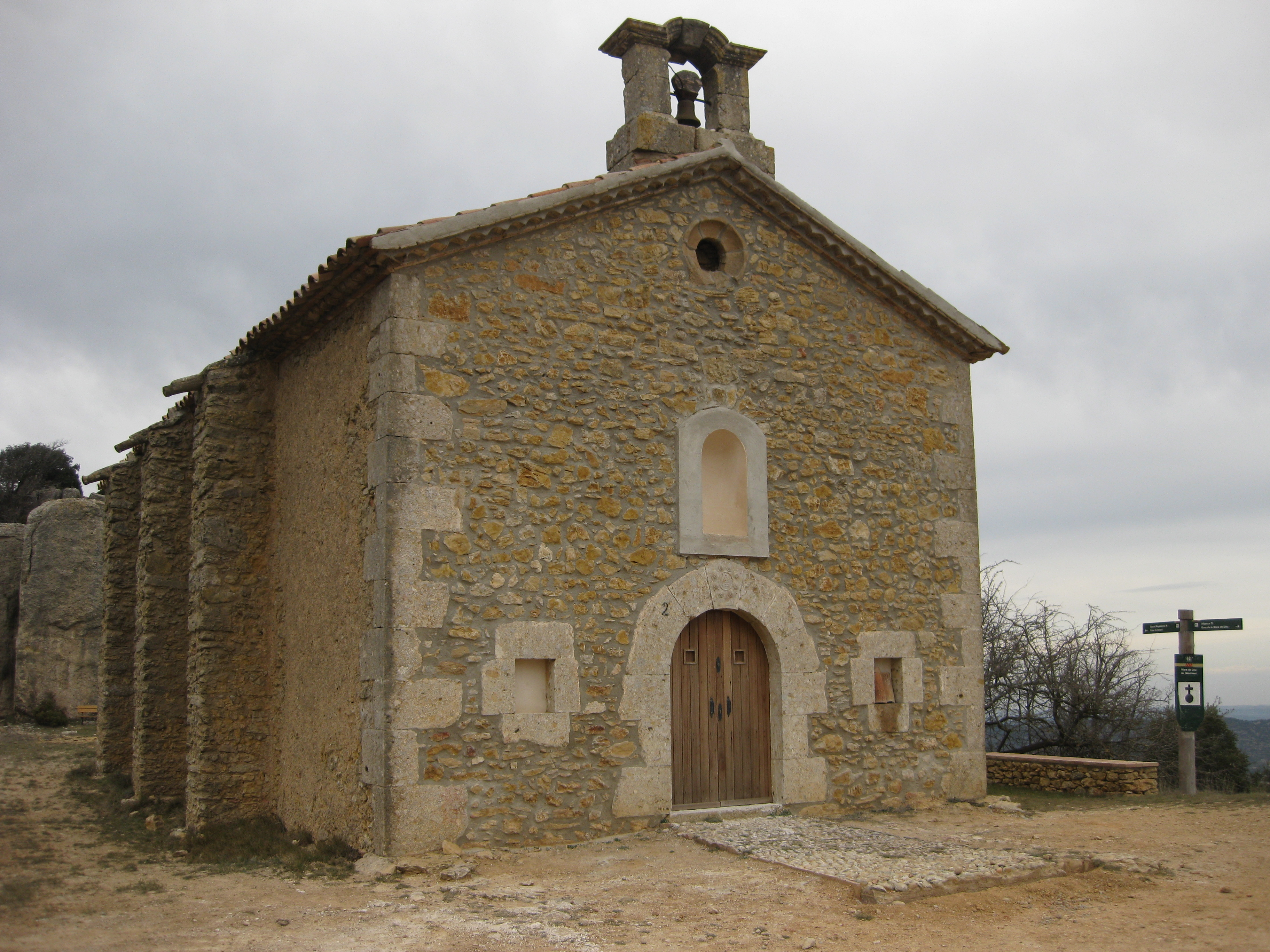
Marienkapelle